# Charlotte Aïssé
Charlotte Aïssé (egentligen: Haïdé), känd som Mademoiselle Aïssé, född 1693, död 13 mars 1733 i Paris, var en fransk brevskrivare. 
Hon var dotter till en tjerkessisk hövding men blev tillgångatagen av då hennes fars palats brändes av turkarna under slavhandeln på Svarta havet och såldes som slav till den franska ambassadören i Istanbul, greve Charles de Ferriol, och fördes till Paris där hon uppfostrades av Ferriols svägerska. Hennes bakgrund och skönhet gjorde henne populär i Paris. Hon avböjde ett närmande från regenten Filip av Orléans och hade en relation och en son med Chevalier d'Aydie.  
Hennes brevväxling med vännen Julie Calandrini  har publicerats flera gånger; först utgåvan skedde efter redigering av Voltaire (1787). Breven innehåller skildringar av många av den tidens berömda människor. Hon har också varit föremål för pjäser, den första av A. de Lavergne och P. Woucher (1854).